# Anssi Växby

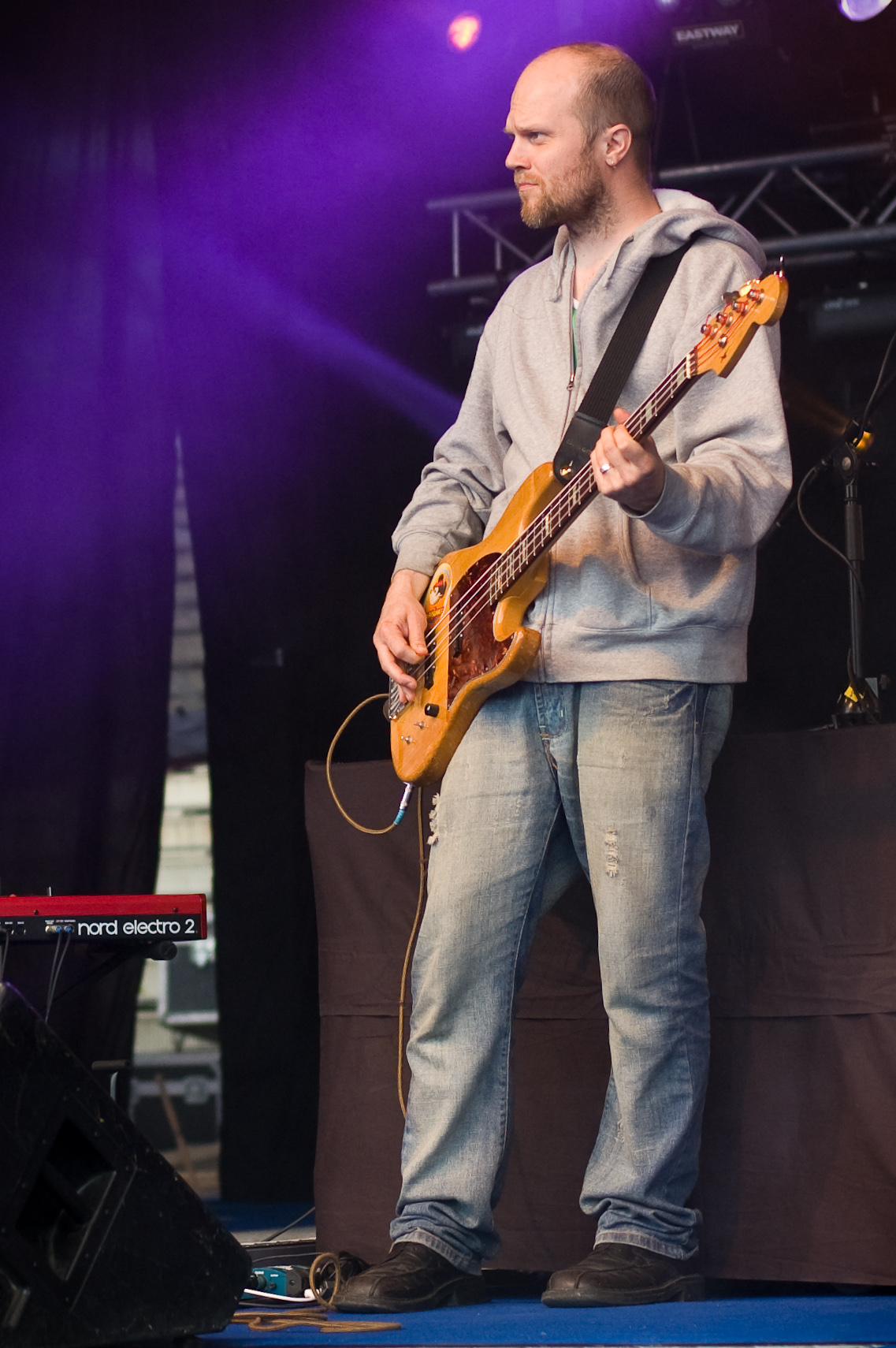
Anssi Växby

Anssi Växby finnországi svéd zenész, 2003 óta a finn Scandinavian Music Group basszusgitárosa. Emellett zenél még az Icons of Elegance, Orleansin Koirat nevű zenekarokban. Korábban a következő bandákban játszott: Maija Vilkkumaa, Luksus, Petja Lähde.